# Miina Härma
Miina Härma (ur. 9 lutego 1864 w Raadi, zm. 16 listopada 1941 w Tartu) – estońska kompozytorka, organistka i pedagog.

## Życiorys
Urodziła się i wychowywała w rodzinie nauczycielskiej. Jej ojciec był skrzypkiem i aktywnie udzielał się muzycznie w gminie, prowadząc chór i orkiestrę. On również był jej pierwszym nauczycielem gry na organach. Następnie uczyła się w Tartu kompozycji i gry na fortepianie u Karla Augusta Hermanna.
W latach 1883–1890 kontynuowała naukę w Konserwatorium Petersburskim, studiując grę organową pod kierunkiem Louisa Homiliusa, harmonię u V. Siecke oraz kontrapunkt i fugę u Juliusa Johannsena). Po ukończeniu studiów pozostała w Petersburgu i zarabiała na życie dając prywatne lekcje gry na fortepianie. Zapotrzebowanie na nie było wysokie, szczególnie w rodzinach najbogatszych oficerów marynarki w Petersburgu. Jako organistka występowała w Estonii, Rosji, Finlandii, Anglii i Niemczech. 
W 1894 założyła chór mieszany, który w 1920 został nazwany jej imieniem: Miina Hermanni Lauluseltsi segakoor. Był to jeden z najlepszych chórów koncertowych w Estonii. Härma występowała z nim za granicą i uczestniczyła w VI Estońskim Festiwalu Pieśni (Laulupidu) w Tallinnie (1896).
Od 1903 do 1915 mieszkała w Kronsztadzie, pracując jako nauczycielka fortepianu i organistka. Po wybuchu I wojny światowej wróciła do Tartu (1915). Współredagowała czasopisma muzyczne i objęła stanowisko nauczycielki muzyki w gimnazjum dla dziewcząt, zarządzanym w latach 1917-1929 przez Towarzystwo Edukacji Młodzieży Estońskiej. W 1964 szkoła została nazwana jej imieniem (Miina Härma Gümnaasium). 
Härma skomponowała ponad 200 pieśni solowych i chóralnych oraz kantatę Kalev ja Linda. Przez pewnie czas komponowała też utwory instrumentalne na instrumenty dęte blaszane. Jej utwory chóralne były często włączane do repertuaru festiwalowego, a pieśni solowe wykonywane przez kilka pokoleń śpiewaków.
Odznaczona Orderem Krzyża Orła III Klasy (1930) i Orderem Estońskiego Czerwonego Krzyża II Klasy (1935).